# 무치첸포
무치첸포(티베트어: མུ་ཁྲི་བཙན་པོ། 무치짼뽀)는 토번의 제2대 첸포이다.
| 전 대 네치첸포 | 제2대 토번국 첸포 ? - ? | 후 대 딩치짼뽀 |

| 전임 네치짼뽀 | 티베트의 국가 원수 ? ~ ? | 후임 딩치짼뽀 |